# Fleur Caraïbes
Fleur Caraïbes (Flor do Caribe) est une telenovela brésilienne produite et diffusée entre le 11 mars 2013 et le 13 septembre 2013 sur TV Globo.
En France d'outre-mer, le feuilleton a été remonté en 120 épisodes de 45 minutes et diffusée 2015 sur le réseau Outre-mer La Première et sur France Ô en 2016.
Fleur Caraïbes est la 81e novela das seis ou « série de six heures » du réseau Globo, c'est-à-dire qu'elle est la 81e série à occuper le créneau horaire d'avant soirée de 18 heures de la chaîne. Elle succède à la novela Les couleurs de la liberté.

## Synopsis
Petit fils d'un magnat des industries minières et de sel de Rio Grande do Norte, Alberto Albuquerque aurait préféré prendre ses distances avec les affaires. Dans le village côtier de Vila de los Ventos où son grand-père Dionisio a une image désastreuse d'exploiteur raciste, Beto est plutôt apprécié. Le jeune homme hérite d'un groupe qui s'est notamment enrichi sous l'Europe nazie. Avant de quitter la présidence, son grand-père le charge de sortir illégalement du pays des diamants vers une île caribéenne. Beto en profite pour éloigner son ami d'enfance Cassiano (fils d'un syndicaliste devenu pilote de chasse) à qui il ne confie que des cristaux de pierres ressemblant à des diamants à livrer dans les Caraïbes. Celui qui se considérait comme son meilleur ami se retrouve alors, durant des années, captif dans la propriété d'un mafieux caribéen. Sans remords, Beto n'a plus qu'à consoler l'obsédante fiancée Ester (fille d'un bijoutier juif hollandais).
Dionisio, fier de son passé, est sidéré de voir son petit-fils déployer tant d'efforts pour conquérir Ester dont il est fou amoureux. Il craint que d'éventuelles désillusions n'attirent l'attention sur les malversations voire ne mettent leur vie en danger.

## Distribution
- Grazi Massafera : Ester Schneider
- Henri Castelli : Cassiano Suárez
- Igor Rickli : Alberto Albuquerque, dit Beto
- Bruno Gissoni : Juliano Pereira
- Stephany Brito : Amaralina (Edwige Christina)
- José Loreto : Candinho Trindade
- Débora Nascimento : Taís Suárez
- Tainá Müller : Ludmilla, dite Milla
- Maria Joana : Carol
- Dudu Azevedo : Amadeu
- Max Fercondini : Ciro
- Thiago Martins : Rodrigo
- Rita Guedes : Doralice
- Marcos Winter : Reynaldo (Père de Carol et de Milla)
- Raphael Viana : Hélios
- Patricia Naves : Yvete
- Rafael Almeida : Paçoquinha
- Martha Nieto : Amparo
- Thaissa Carvalho : Isabel
- Viviane Victorette : Marinalva
- Renata Roberta : Dada Trindade
- Gisele Alves : Zuleika
- Gesio Amadeu : Alaor
- Fernanda Pontes : Vanessa
- Irene Atienza : Elle-même (chanteuse au bar Flor do Caribe)
- Duda Mamberti : Díonisío (jeune)
- Cinara Leal : Nicole
- Helena Varvaki : Maman de Samuel Schneider
- Stephane Dosse : Papa de Samuel Schneider
- Josie Pessoâ : Katia
- Licurgo : Commandant Franco Mantovani
- Mariza Marchetti : Dr Marcia
- Sabrina Petraglia : Simone
- Karen Brusttolin : Nina
- Arthur Dias : Samuel (jeune)
- Pablo Mothé : Felipe (Lipe)
- Renzo Aprouch : William
- Serena Lovatel / Vitoria Lovatel : Laurita
- Vitor Figueiredo : Samuca
- César Troncoso : Rafael
- Moro Anghileri : Cristal
- José Henrique Ligabue : Vergulino, dit Lino
- Livian Aragão : Marizé
- Ailton Graça : Quirino
- Caca Amaral : Francisco Suárez (Chico)
- Luiz Carlos Vasconcelos : Donato Da Silva
- Jean Pierre Noher : Duque de Challans
- Daniela Escobar : Natalia
- Suzana Pires : Safira / Aurora
- Claudia Netto : Guiomar
- Cyria Coentro : Bibiana Da Silva
- Angela Vieira : Lindaura
- Bete Mendes : Olivia Suárez
- Laura Cardoso : Veridiana Trindade
- Juca de Oliveira : Samuel Schneider
- Sergio Mamberti : Díonísío Albuquerque

## Diffusion Internationale
- Rede Globo (2013)
- TVS (2013)
- SIC (2014)
- ATV (Pérou) (2014)
- Teledoce (2014-2015)
- SNT (2014-2015)
- RTL2 (2014-2015)
- Telefe (2014-2015)
- Guatevisión (2014-2015)
- Teletica (2014-2015)
- TCS Canal 4 (2014-2015)
- Canal 13 (Chili) (2014-2015)
- Acasă (2015-2016)
- Réseau Outre-Mer première (2015-2016)
- France Ô (2016)